# Samuel Ward (Gouverneur)

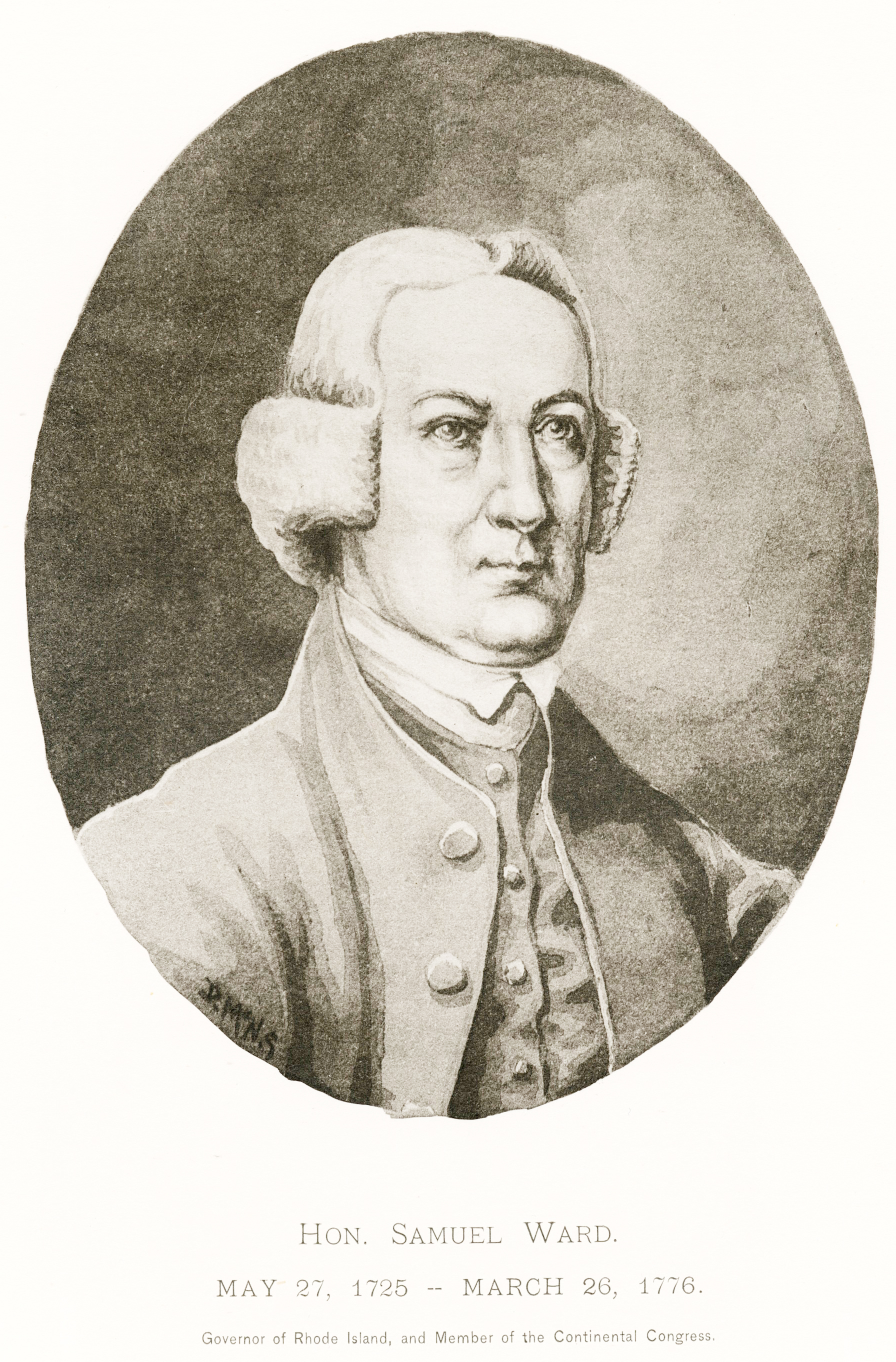
Samuel Ward

Samuel Ward (* 25. Mai 1725 in Newport, Colony of Rhode Island and Providence Plantations; † 26. März 1776 in Philadelphia, Province of Pennsylvania) war ein Politiker im kolonialen Nordamerika. Er war von 1762 bis 1763 der 31. und von 1765 bis 1767 der 33. Gouverneur der Colony of Rhode Island and Providence Plantations.

## Familie
Ward wurde als Sohn des Politikers Richard Ward und dessen Frau Mary Tillinghast in Newport, Rhode Island geboren. Sein Urgroßvater väterlicherseits, John Ward, stammte aus Gloucester. Dieser diente in der Armee von Oliver Cromwell und wanderte 1673, nach der Stuart-Restauration, nach Nordamerika aus. Mütterlicherseits war Ward der Ur-Urenkel von Roger Williams, der als Gründer von Rhode Island und der ersten Baptistengemeinde auf dem amerikanischen Kontinent gilt. Ward wuchs in einem liberalen Elternhaus auf. Er besuchte die Grundschule in Newport und erhielt von seinem Bruder Heimunterricht. In jungen Jahren heiratete er Anne Ray. Von deren Vater erhielt das Paar ein Stück Land in Westerly, wo es sich niederließ und eine Farm betrieb. Aus der Ehe gingen elf Kinder hervor, darunter Samuel Ward. Julia Ward Howe war die Urenkelin Wards.

## Politisches Wirken
Sein politisches Engagement nahm Ward 1756 auf. In diesem Jahr wurde er zum Beigeordneten in Westerly gewählt. Dieses Amt hatte er drei Jahre lang inne. Im Kampf um den Posten des Gouverneurs der Kolonie war er mit Stephen Hopkins tief zerstritten. Zwischen 1758 und 1768 wechselte der Gouverneursposten mehrfach zwischen beiden Männern hin und her. Die gegensätzlichen Positionen der beiden zeigten sich auch in dem Streit darüber, ob in der Kolonie zukünftig nur Münzgeld oder auch Banknoten zugelassen sein sollten. Während Ward ersteres befürwortete, stellte sich Hopkins auf letztere Seite. Der Streit dieser beiden Männer gipfelte darin, dass Hopkins gegen Ward einen Rechtsstreit anstrengte, in dem er, wegen Verleumdung, einen Schadenersatz von 40.000 britischen Pfund forderte. Seine Klage wurde letztlich aber abgewiesen. 1761 wurde Ward zum Vorsitzenden des Rhode Island Supreme Court ernannt, gab den Posten aber bereits ein Jahr später wieder auf, als er im dritten Anlauf die Wahl zum Gouverneur der Kolonie gegen Stephen Hopkins gewann. Das Amt des Gouverneurs hatte Ward zunächst nur für eine Wahlperiode inne, bevor er 1763 erneut von Hopkins abgelöst wurde. In dieser ersten Amtszeit setzte sich Ward vehement für die Gründung des Rhode Island College, dem Vorläufer der heutigen Brown University, ein. Als das College 1765 schließlich eröffnet wurde, war Ward einer der Kuratoren.

### Stamp Act von 1765
1763 verlor Ward die Wahl zum Gouverneur gegen Hopkins, konnte die Wahl 1765 jedoch wieder für sich entscheiden. Zwei Monate vor seiner zweiten Wahl verabschiedete das britische Parlament den Stamp Act. Nach diesem Gesetz sollten alle offiziellen Dokumente, die in den britischen Kolonien verfasst werden, auf speziellem Papier gedruckt werden, das die Kolonien aus Großbritannien zu einem festgesetzten Preis kaufen sollten. Zudem wurden die neue Zölle auf Zucker und Kaffee erhoben. Als Reaktion auf diese Gesetzgebung organisierte Samuel Adams ein Treffen von Delegierten aller Kolonien in New York City. Im August 1765 verabschiedete das Parlament von Rhode Island verschiedene Resolutionen, die sich gegen eine Umsetzung des Stamp Acts aussprachen. Diese auszuführen weigerte sich der hierfür zuständige Generalstaatsanwalt. Im September desselben Jahres wählte das Parlament die Delegierten für das Treffen in New York. Am Tag vor Inkrafttreten des Gesetzes mussten alle Gouverneure einen Eid leisten, das Gesetz auch tatsächlich umzusetzen. Ward war der einzige Gouverneur der nordamerikanischen Kolonien, der sich weigerte, diesen Eid zu leisten, obwohl ihm eine erhebliche Geldstrafe angedroht wurde. Letztlich wurde das Gesetz aufgehoben.

### Mitglied des Kontinentalkongresses
1767 verlor Ward die Wahl zum Gouverneur erneut gegen Hopkins und zog sich zunächst in den Ruhestand auf seinen Landsitz in Westerly zurück. Im Jahr 1774 kehrte er jedoch in die Politik zurück. Im Mai desselben Jahres wurde in Providence das Abhalten eines Kontinentalkongresses beschlossen. Das Parlament von Rhode Island bestimmte in seiner Sitzung im Juni 1774 Ward und Hopkins als Delegierte für den ersten Kontinentalkongress. Dort wurde er zum Vorsitzenden des Hauptausschusses bestellt und nahm so erheblichen Einfluss auf den Inhalt der Unabhängigkeitserklärung der Vereinigten Staaten.

## Tod und Hinterlassenschaften
Ward starb drei Monate vor Unterzeichnung der Unabhängigkeitserklärung an den Folgen einer Pocken-Infektion, die er sich während einer Sitzung des Kontinentalkongresses in Philadelphia zugezogen haben soll, und wurde zunächst in Philadelphia bestattet. 1860 wurden seine sterblichen Überreste dann nach Newport überführt und neben seinem Vater auf dem Friedhof Common Burying Ground and Island Cemetery bestattet. 1937 wurde die Highschool von Westerly nach Ward benannt. Ebenso wurde die vor dieser Schule verlaufende Straße in Ward Avenue umbenannt. Nach der Umgestaltung des Campus der Schule wurde sie in Westerly High School umbenannt. Eines der beiden Gebäude ist aber ebenso weiterhin nach Ward benannt wie auch einer der Veranstaltungsräume. Zudem weist eine Tafel im Eingangsbereich des Hauptgebäudes auf Ward hin.